# Снегирёвка (Крым)
Снегирёвка (до 1948 года Ле́ккерт; укр. Снігурівка, крымскотат. Snegirevka, Снегиревка) — село в Первомайском районе Республики Крым, входит в состав Островского сельского поселения (согласно административно-территориальному делению Украины — Островского сельского совета Автономной Республики Крым).

## Население
| 2001 | 2014 |
| ---- | ---- |
| 370  | ↘317 |

Всеукраинская перепись 2001 года показала следующее распределение по носителям языка
| Язык             | Процент |
| ---------------- | ------- |
| крымскотатарский | 48.3    |
| украинский       | 30      |
| русский          | 20.27   |

### Динамика численности
- 1939 год — 205 чел.[8]
- 1989 год — 303 чел.[8]
- 2001 год — 370 чел.[9]
- 2009 год — 287 чел.[10]
- 2014 год — 317 чел.[11]

## Современное состояние
На 2016 год в Снегирёвке числится 3 улицы и 3 переулка; на 2009 год, по данным сельсовета, село занимало площадь 70,3 гектара, на которой в 91 дворе проживало 287 человек. Действуют сельский клуб, сельская библиотека-филиал № 20, фельдшерско-акушерский пункт. Снегирёвка связана автобусным сообщением с райцентром, городами Крыма и соседними населёнными пунктами.

## География
Снегирёвка — село на крайнем северо-востоке района, в степном Крыму, у границ с Красноперекопским и Джанкойским районами, высота центра села над уровнем моря — 24 м. Ближайшие населённые пункты — Мельничное в 3 км на юго-запад, Островское в 3 км на юг и Новокрымское Джанкойского района в 5,5 км на восток. Расстояние до райцентра около 28 километров (по шоссе), ближайшая железнодорожная станция — Пахаревка (на линии Джанкой — Армянск) — примерно 14 километров. Транспортное сообщение осуществляется по региональной автодороге 35Н-406 от шоссе граница с Украиной — Джанкой — Керчь до Абрикосово (по украинской классификации — С-0-11021).

## История
Еврейское село было основано, первоначально, как переселенческий участок № 50 в составе ещё Джанкойского района, видимо, в конце 1920-х годов (отмечено на карте по состоянию на 1931 год). Вскоре было переименовано в Леккерт в честь Гирша Леккерта, еврейского рабочего, казнённого в 1902 году за покушение на виленского губернатора. Постановлением ВЦИК РСФСР от 30 октября 1930 года был создан Фрайдорфский еврейский национальный район (переименованный указом Президиума Верховного Совета РСФСР № 621/6 от 14 декабря 1944 года в Новосёловский) (по другим данным 15 сентября 1931 года) и Леккерт включили в его состав, а после разукрупнения в 1935-м и образования также еврейского национального Лариндорфского (с 1944 — Первомайский), село переподчинили новому району. По данным всесоюзной переписи населения 1939 года в селе проживало 205 человек. Вскоре после начала отечественной войны часть еврейского населения Крыма была эвакуирована, из оставшихся под оккупацией большинство расстреляны.
С 25 июня 1946 года Леккерт в составе Крымской области РСФСР. Указом Президиума Верховного Совета РСФСР от 18 мая 1948 года, Леккерт переименовали в Снегирёвку. 26 апреля 1954 года Крымская область была передана из состава РСФСР в состав УССР. Время включения в Островский сельсовет пока не установлено: на 15 июня 1960 года село уже числилось в его составе. Указом Президиума Верховного Совета УССР «Об укрупнении сельских районов Крымской области», от 30 декабря 1962 года был упразднён Первомайский район и село присоединили к Красноперекопскому. 8 декабря 1966 года был восстановлен Первомайский район и село вернули в его состав. По данным переписи 1989 года в селе проживало 303 человека. С 12 февраля 1991 года село в восстановленной Крымской АССР, 26 февраля 1992 года переименованной в Автономную Республику Крым. С 21 марта 2014 года в составе Крыма аннексирована Россией.